# 경기도의정부교육지원청
경기도의정부교육지원청(京畿道議政府敎育支援廳, Uijeongbu Office of Education)은 경기도 의정부시를 관할하는 경기도교육청 산하의 교육지원청이다. 1963년 10월 5일 교육자치제가 부활하기 9개월 전인 1963년 1월 1일에 양주군 의정부읍이 의정부시로 승격, 양주군에서 분리독립하였으므로 의정부시 지역을 관할하는 의정부교육청으로 새로이 신설, 출범하였다.
1972년 12월 30일 이후로 의정부교육지원청이 양주군교육청을 흡수하여 양주군 관내의 학교, 교육기관을 관할하였다. 1980년 4월 1일 별내면 이하 양주군 남동부가 양주군에서 남양주군으로 분리 독립되면서, 구 양주군의 남동부를 관할로 하는 구리남양주교육지원청이 분리독립되었다. 1981년에는 동두천양주교육지원청의 전신인 동두천교육청이 출범하여 구 양주군지역 및 동두천시 지역의 학교, 교육기관 권한이 이관되었다.
교육장은 장학관으로 보한다.

## 산하기관

### 유치원
- 경의유치원
- 송양유치원
- 호암유치원

### 초등학교
| - 가능초등학교 - 경의초등학교 - 고산초등학교 - 금오초등학교 - 녹양초등학교 - 동암초등학교 - 동오초등학교 - 민락초등학교 | - 발곡초등학교 - 배영초등학교 - 버들개초등학교 - 새말초등학교 - 솔뫼초등학교 - 송양초등학교 - 신동초등학교 - 어룡초등학교 | - 오동초등학교 - 의순초등학교 - 의정부부용초등학교 - 의정부서초등학교 - 의정부신곡초등학교 - 의정부용현초등학교 - 의정부장암초등학교 - 의정부중앙초등학교 | - 의정부청룡초등학교 - 의정부초등학교 - 의정부호동초등학교 - 의정부호원초등학교 - 의정부효자초등학교 - 호암초등학교 - 회룡초등학교 |

### 중학교
| - 경민여자중학교 - 경민중학교 - 금오중학교 - 녹양중학교 - 다온중학교 | - 동암중학교 - 민락중학교 - 발곡중학교 - 부용중학교 - 솔뫼중학교 | - 송양중학교 - 신곡중학교 - 의정부여자중학교 - 의정부중학교 - 천보중학교 | - 충의중학교 - 호원중학교 - 회룡중학교 - 효자중학교 |

## 같이 보기
- 대한민국 교육부
- 경기도양주군교육청
- 경기도동두천양주교육지원청
- 경기도구리남양주교육지원청

## 기타
1954년 12월 31일 최초의 교육자치제 실시 직후 1961년 12월 31일 교육자치제 폐지 및 1962년 12월 31일 양주군 의정부읍의 시 승격 이전의 관내(의정부시 지역)의 학교와 교육기관은 경기도양주군교육구청에서 관할하였다.